# هیروشی ایوازاکی
هیروشی ایوازاکی (انگلیسی: Hiroshi Iwasaki; ۲۹ مهٔ ۱۹۵۳ – ) بازیگر، صداپیشه، و بازیگر تلویزیون اهل ژاپن بود.